# Поріцьке сільське поселення
Порі́цьке сільське поселення (рос. Порецкое сельское поселение) — муніципальне утворення у складі Поріцького району Чувашії, Росія. Адміністративний центр та єдиний населений пункт — село Поріцьке.

## Населення
Населення — 5191 особа (2019, 5825 у 2010, 6482 у 2002).